# NSU 6/18 PS
Der NSU 6/18 PS war ein PKW der unteren Mittelklasse, den die Neckarsulmer Fahrzeugwerke Aktiengesellschaft in den Jahren 1911 bis 1914 bauten. Es war der Nachfolger des 6/14 PS.
Der wassergekühlte Motor war ein Vierzylinder-Reihenmotor mit einem Hubraum von 1560 cm³ (Bohrung × Hub = 75 × 88 mm, ab 1913: 70 × 100 mm), der 18 PS (13,2 kW) bei 1800/min leistete. Dieser Motor hatte eine dreifach gelagerte Kurbelwelle, eine Magnetzündung, eine Druckumlaufschmierung und stehende Ventile in einem L-Zylinderkopf. Die Kraft wurde über eine Lederkonuskupplung, ein Dreiganggetriebe mit rechts angebrachter Kulissenschaltung und eine Kardanwelle auf die Hinterräder übertragen. Der Radstand der Wagen betrug 2650 mm, ihre Spurweite unverändert 1150 mm (ab 1913: 1250 mm) und das Gewicht des Fahrgestells 680 kg. Die Höchstgeschwindigkeit lag bei etwa 60 km/h.
1913 wurde der 6/18 PS überarbeitet: Seine Spurweite wuchs um 100 mm, er bekam einen neuen Motor mit anderem Bohrungs-/Hubverhältnis, aber gleicher Leistung (s. oben), sowie einen neuen, ovalen Kühlergrill. Im Jahre 1914 wurde die Fertigung kriegsbedingt ohne Nachfolger eingestellt.